# 섬개구리 만세
"섬개구리 만세"는 1973년에 개봉한 대한민국의 영화이다.

## 캐스팅
- 신일용 : 권갑윤 역
- 김영애 : 김선희 역
- 정창성
- 이경희
- 박암
- 주선태
- 김칠성
- 장혁
- 강계식
- 성소민
- 이해룡
- 이강조
- 임성포
- 임예심
- 김지영
- 홍종현
- 민수홍
- 이정렬
- 유재선
- 김귀문
- 유장국
- 이봉훈
- 정덕찬
- 정문배
- 유중근
- 김생언
- 김영덕
- 유계월
- 손미경
- 정정순
- 김순임
- 김수자
- 손정미
- 양일민